# Prix de la nouvelle littéraire de l'Office franco-québécois pour la jeunesse
Pour un article plus général, voir Office franco-québécois pour la jeunesse.
Le prix de la nouvelle littéraire de l'Office franco-québécois pour la jeunesse est un ancien prix littéraire qui a été créé en 1988 par l'Office franco-québécois pour la jeunesse.
Il s'adressait aux jeunes auteurs (18-35 ans) et avait pour but de stimuler la création et de susciter l'excellence.

## Lauréats
- 1988 - Gilles Pellerin
- 1989 - Paul Baquiast
- 1990 - Guylaine Saucier